# Mausoleo di Maarjamäe

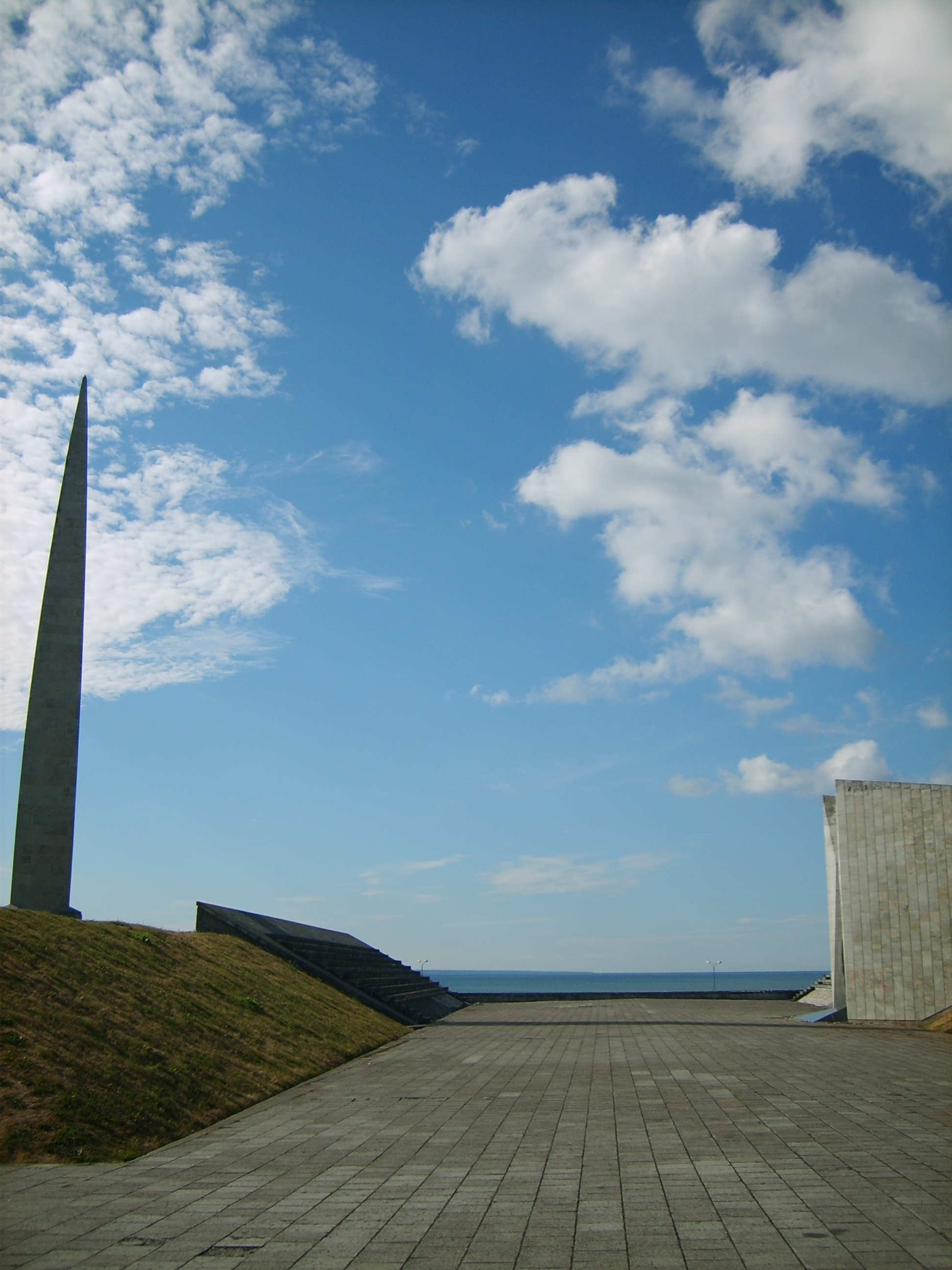
La stele di Maarjamäe

Il mausoleo di guerra di Maarjamäe è un complesso architettonico di Tallinn, nato come cimitero di guerra tedesco-baltico, modificato dai sovietici, durante l'occupazione, a ricordo della guerra.
Negli anni recenti, dopo il ritorno all'indipendenza e con la fine dell'occupazione sovietica, il memoriale dedicato al rispetto e al ricordo anche delle vittime tedesche della guerra è stato ripristinato dalle autorità estoni ed è ora visibile dietro il complesso.

## Storia del cimitero dei tedeschi baltici
Il luogo era originariamente un cimitero di guerra tedesco, distrutto e raso al suolo dalle ruspe sovietiche nel dopoguerra, per far posto alla nuova realizzazione. 
Negli anni sessanta e settanta un grandioso monumento celebrativo della Seconda guerra mondiale veniva creato in ogni città sovietica.  A Tallinn, il complesso monumento è situato sulla costa lungo la strada che collega il distretto centrale di Kesklinn alla spiaggia di Pirita. 
La stele appuntita a quattro lati venne realizzata dai sovietici nel 1960, in ricordo dei russi che morirono nel 1918.
Il resto del complesso, con i suoi viali inseriti nelle colline, l'anfiteatro, le immagini in metallo, furono create nel 1975 in memoria dei soldati sovietici morti a Tallinn nel 1941.